# 70 Водолея
70 Водолея (лат. 70 Aquarii), FM Водолея (лат. FM Aquarii), HD 215874 — одиночная переменная звезда в созвездии Водолея на расстоянии приблизительно 425 световых лет (около 130 парсеков) от Солнца. Видимая звёздная величина звезды — от +6,19m до +6,16m.

## Характеристики
70 Водолея — белая пульсирующая переменная звезда типа Дельты Щита (DSCTC) спектрального класса A9III-IV или F0V. Радиус — около 4,17 солнечных, светимость — около 44,8 солнечных. Эффективная температура — около 7314 К.